# Saint Lucy
Saint Lucy é uma paróquia de Barbados. Sua população em 2010, de acordo com o censo, era de 9.758 habitantes.

## Principais cidades
- Greenidge
- Nesfiels
- Spring Hall